# Fiat Brevetti
Fiat Brevetti este un model de automobil prezentat de Fiat în 1905 după achiziționarea societății Ansaldi în același an.
La începutul anului, F.I.A.T. își achiziționează concurentul milanez Ansaldi. Preluând un model care a ajuns în faza lansării, Fiat lansează Fiat-Ansaldi 10-12 CP. Acest nou automobil va fi rebotezat Fiat Brevetti în 1906 și va fi fabricat până în 1912 sub a doua sa serie, Brevetti 2.
Brevetti era echipat cu un motor de 3052 cm³ care producea 20 CP (15 kW).
Acesta va inova în domeniul tehnic, impunând, pentru prima dată la nivel mondial, un șasiu nu mai drept, ci preformat, precum și un arbore de transmisie echipat cu „cardane”, brevetul celebrului inginer italian Cardano, și un grup diferențial cu angrenaj conic.
Echipat cu un motor de 3.052 cm³ dezvoltând 20 CP, a inaugurat lubrifiația forțată.

## Fiat Brevetti 2
În 1908, Fiat prezintă un automobil derivat din Brevetti și îl botează Fiat 15-25 CP, cunoscut și sub numele de Brevetti 2. Acesta a beneficiat de o creștere a ecartamentului de la 1.290 la 1.350 mm, având aceeași bază mecanică, dar puterea motorului a fost crescută la 26 CP.
Ambele versiuni vor fi fabricate în uzina Corso Dante din Torino.